# Chorągiew husarska koronna Jana Małachowskiego (biskupa)

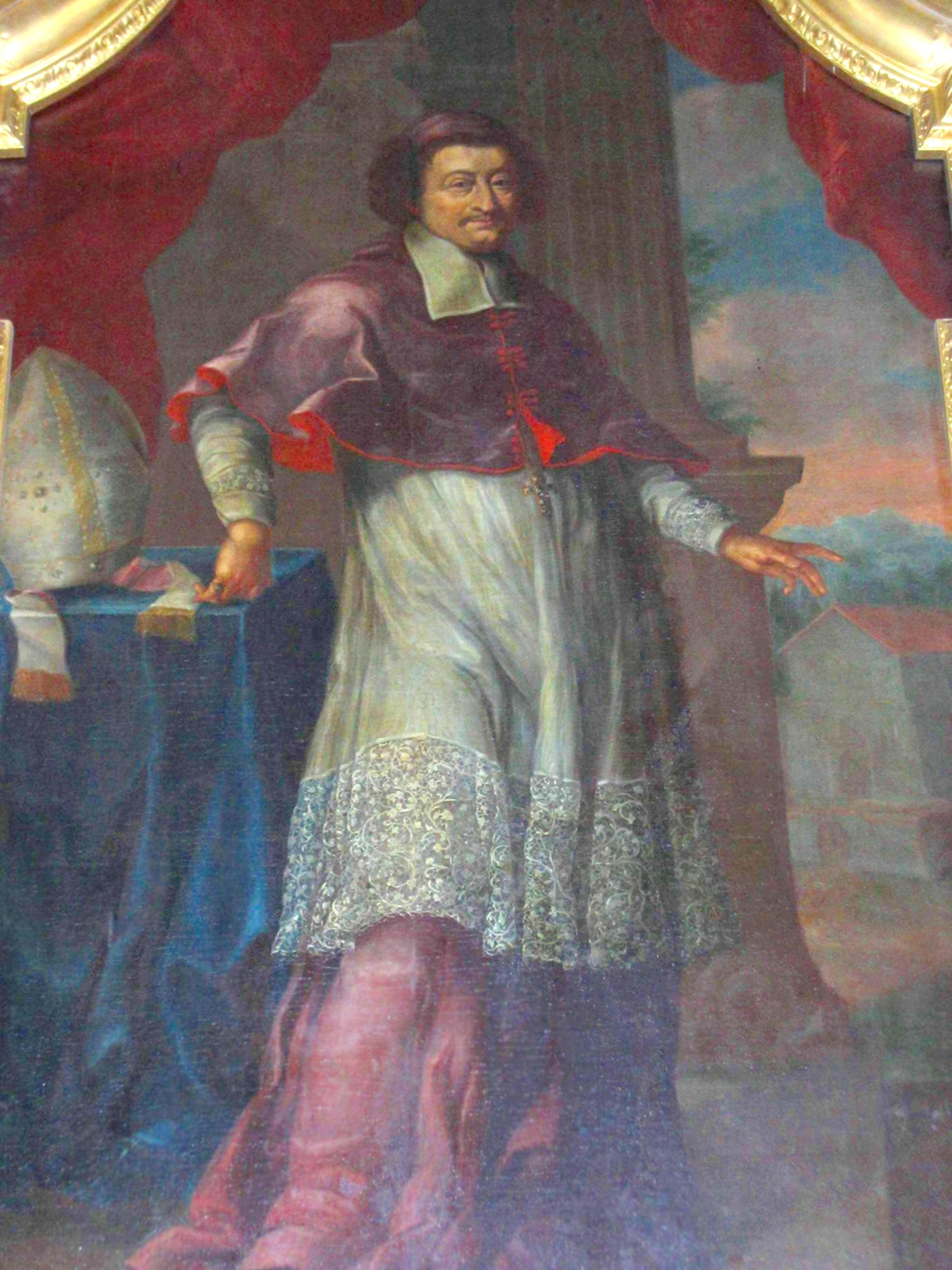
Jan Małachowski herbu Nałęcz

Chorągiew husarska koronna Jana Małachowskiego – chorągiew husarska koronna II połowy XVII wieku, okresu wojen Rzeczypospolitej z Turcją i Rosją.
Fundatorem i patronem chorągwi był biskup krakowski Jan Małachowski herbu Nałęcz, a faktycznym dowódcą Stanisław Małachowski.
Żołnierze chorągwi znaleźli się w kompucie wojsk koronnych pod Wiedniem w 1683 (118 konie) i wzięli udział w wojnie polsko-tureckiej 1683-1699.